# 山上一夫
山上 一夫（やまがみ かずお、1921年9月16日 – 2013年（平成25年）8月30日）は、元日本公認会計士協会会長。

## 概要
1921年出生。1942年、明治大学法学部卒業。1952年、公認会計士第3次試験合格、税理士試験合格。1989～1992年の間、日本公認会計士協会会長を務める。1984年に藍綬褒章、1992年に勲三等瑞宝章を受章。日本医科大学顧問税理士、日本公認会計士協会相談役なども務めた。
2013年、慢性心不全のため死去。92歳没。

## 参考リンク
- 日本医科大学HP